# Четвъртият протокол
Четвъртият протокол (на английски: The Fourth Protocol) е роман на Фредерик Форсайт в жанра политически трилър, публикуван през 1984 г.

## Сюжет
Внимание:  Текстът по-долу разкрива сюжета на произведението (или части от него)!
... През декември 1986 година. В различни части на Европа се развиват събития, които са обречени да се вплетат в шеметен трилър.
... В дома на един от най-висшите служители на Министерството на отбраната става кражба, отмъкнати са уникални диаманти. Освен това, в ръцете на крадеца попада и куфар, в който чиновникът крие документи, съдържащи държавна тайна. „Патриотичният“ крадец подхвърля откритите документи в МИ-5, и там веднага започват разследване, което поверяват на Джон Престън, ръководител на един от отделите за контраразузнаване. Оказва се, че предателят е бил вербуван от дипломат от Южна Африка. Въпреки това, в Престън възникват сериозни съмнения, и той лети до Африка, където открива удивителни подробности, които дават възможност да се установи точно коя организация стои зад вербуването на служителя на Министерството на отбраната ...
... В този момент, в далечната заснежена Москва, възрастен полковник, говорещ на руски със силен английски акцент, пише таен меморандум. Това е най-известният съветски шпионин Харолд Адриан Ръсел Филби (Ким Филби), който след като бяга от Великобритания, сега работи като консултант в КГБ. Текстът е предназначен само за един човек – за генераления секретар на КПСС, всемогъщият Юрий Андропов. В писмото си Филби убедително обяснява, че на предстоящите парламентарни избори във Великобритания с много висока степен на вероятност за спечелването им е Лейбъристката партия. Ако това се случи, по пътя на бюрократичните манипулации може бързо да се промени цялото ръководство на партията, и тогава може се случи най-невероятното: ръководител на Обединеното кралство да застане социалистически министър-председател, изцяло подчинен на заповедите на Москва. Но, за да се наклонят везните окончателно в полза на партията на лейбъристите, е необходимо да се проведе решителна социално-политическа акция, която да отблъсне избирателите от партията на торите, партията на сегашния премиер Маргарет Тачър.
Много остарял, но без да загуби яснотата на ума си, Андропов нарежда да се разработи тайна операция – „Аврора“, целта на която е терористичен акт с използването на компактно ядрено оръжие на територията на Англия. Преди време световните сили, които притежават тези смъртоносни оръжия, подписват така наречения „Четвърти протокол“, в него те се съгласяват да не използват ядрен тероризъм един срещу друг. Но Андропов, маниакално желаещ да направи нещо „велико“ преди смъртта си, е готов да наруши всички споразумения.
Скоро, във Великобритания се появява Дънкан Рос, той е най-добрият агент на КГБ – майор Валерий Петровски, който по-късно ще бъде прекият изпълнител на операция „Аврора“, но „Рос“ трябва да приема „пратки“. Външно, това са абсолютно безобидни предмети (детска топка, пожарогасител, обувки, и т.н.), но в действителност това са части от малка ядрена бомба. Един от куриерите, които доставят „пратките“, случайно попада в ръцете на полицията и умира, но в раницата му е намерено доказателство – диск от чист полоний. На Британското контраразузнаване стана ясно, че Съветският съюз планира да извърши „нещо“ с използването на ядрено оръжие, и затова решава да следи всички идващи от „желязната завеса“. Тази операция осъществява познатия Джон Престън. Митническата и гранична защита щателно претърсват багажа на туристите от Източна Европа и Съветския съюз, но напразно. „Пратките“ идват точно по разписание, а скоро в мазето на къща в малък английски град е сглобена компактна ядрена бомба.
Тогава късметът се усмихва на Престън. Един от „австрийските туристи“ се оказва служител на Чехословашката служба за сигурност. Английското контраразузнаването го проследява, а скоро „австриецът“ ги води до конспиративното място. Това е малък частен ресторант, който трябва да дойде неуловимият агент на КГБ, и да предаде на Москва съобщение за пълна готовност. Престън успява да осъществи наблюдение на „Рос“, а скоро британските агенти от контраразузнаването обкръжават къщата, където се крие Петросвки. Групата за обезвреждане трябва да действа максимално ефективно, защото в противен случай да стане ядрен взрив, който ще изпепели всичко живо на много километри наоколо ...

## Исторически грешки
- Действието на романа се разгръща в началото на 1987 година. В действителност, Юрий Андропов е починал от заболяване на бъбреците през 1984 г.
- Адресът, на който майорът от КГБ Петроски е живял в Ипсуич е, разбира се, измислен.
- В романа има точна прогноза, че парламентарните избори ще се проведат във Великобритания през юни 1987 г. Но в действителност, те не се провеждат на 18-и, а 11 юни.

## Адаптация
През 1987 г., на основата на романа, режисьорът Джон Макензи екранизира едноименния филм с участието на Майкъл Кейн в ролята на Джон Престън и Пиърс Броснан в ролята на Валерий Петровски.